# Puchar IBU w biathlonie letnim 2012
Letni Puchar IBU w biathlonie 2012 – edycja tego cyklu zawodów. Inauguracja nastąpiła 7 lipca 2012 w Dusznikach Zdroju, zaś Puchar zakończył się 26 sierpnia 2012 we włoskim Forni Avoltri.
W Polsce odbyły się dwa konkursy w Dusznikach-Zdroju.

## Mężczyźni

### Wyniki
| 1. Letni Puchar IBU w Duszniki-Zdrój, 07.07.2012 - 08.07.2012 | 1. Letni Puchar IBU w Duszniki-Zdrój, 07.07.2012 - 08.07.2012 | 1. Letni Puchar IBU w Duszniki-Zdrój, 07.07.2012 - 08.07.2012 | 1. Letni Puchar IBU w Duszniki-Zdrój, 07.07.2012 - 08.07.2012 | 1. Letni Puchar IBU w Duszniki-Zdrój, 07.07.2012 - 08.07.2012 |
| Data                                                          | Konkurencja                                                   | miejsce                                                       | miejsce                                                       | miejsce                                                       |
| ------------------------------------------------------------- | ------------------------------------------------------------- | ------------------------------------------------------------- | ------------------------------------------------------------- | ------------------------------------------------------------- |
| 7 lipca 2012                                                  | Sprint                                                        | Rafał Lepel                                                   | Adam Kwak                                                     | Grzegorz Bril                                                 |
| 8 lipca 2012                                                  | Bieg pościgowy                                                | Hendrik Redecker                                              | Adam Kwak                                                     | Niklas Heyser                                                 |

| 2. Letni Puchar IBU w Osrblie, 21.07.2012 - 22.07.2012 | 2. Letni Puchar IBU w Osrblie, 21.07.2012 - 22.07.2012 | 2. Letni Puchar IBU w Osrblie, 21.07.2012 - 22.07.2012 | 2. Letni Puchar IBU w Osrblie, 21.07.2012 - 22.07.2012 | 2. Letni Puchar IBU w Osrblie, 21.07.2012 - 22.07.2012 |
| Data                                                   | Konkurencja                                            | miejsce                                                | miejsce                                                | miejsce                                                |
| ------------------------------------------------------ | ------------------------------------------------------ | ------------------------------------------------------ | ------------------------------------------------------ | ------------------------------------------------------ |
| 21 lipca 2012                                          | Sprint                                                 | Matej Kazár                                            | Maksim Adiew                                           | Andrij Wozniak                                         |
| 22 lipca 2012                                          | Bieg pościgowy                                         | Andrij Wozniak                                         | Matej Kazár                                            | Rusłan Nasirow                                         |

| 3. Letni Puchar IBU w Forni Avoltri, 25.08.2012 - 26.08.2012 | 3. Letni Puchar IBU w Forni Avoltri, 25.08.2012 - 26.08.2012 | 3. Letni Puchar IBU w Forni Avoltri, 25.08.2012 - 26.08.2012 | 3. Letni Puchar IBU w Forni Avoltri, 25.08.2012 - 26.08.2012 | 3. Letni Puchar IBU w Forni Avoltri, 25.08.2012 - 26.08.2012 |
| Data                                                         | Konkurencja                                                  | miejsce                                                      | miejsce                                                      | miejsce                                                      |
| ------------------------------------------------------------ | ------------------------------------------------------------ | ------------------------------------------------------------ | ------------------------------------------------------------ | ------------------------------------------------------------ |
| 25 sierpnia 2012                                             | Sprint                                                       | Peter Dokl                                                   | Christian Martinelli                                         | Pietro Dutto                                                 |
| 26 sierpnia 2012                                             | Bieg pościgowy                                               | Klemen Bauer                                                 | Peter Dokl                                                   | Markus Windisch                                              |

## Kobiety

### Wyniki
| 1. Puchar Europy w Duszniki Zdrój, 07.07.2012 - 08.07.2012 | 1. Puchar Europy w Duszniki Zdrój, 07.07.2012 - 08.07.2012 | 1. Puchar Europy w Duszniki Zdrój, 07.07.2012 - 08.07.2012 | 1. Puchar Europy w Duszniki Zdrój, 07.07.2012 - 08.07.2012 | 1. Puchar Europy w Duszniki Zdrój, 07.07.2012 - 08.07.2012 |
| Data                                                       | Konkurencja                                                | miejsce                                                    | miejsce                                                    | miejsce                                                    |
| ---------------------------------------------------------- | ---------------------------------------------------------- | ---------------------------------------------------------- | ---------------------------------------------------------- | ---------------------------------------------------------- |
| 7 lipca 2012                                               | Sprint                                                     | Judith Wagner                                              | Vladimíra Točeková                                         | Katarzyna Leja                                             |
| 8 lipca 2012                                               | Bieg pościgowy                                             | Katarzyna Leja                                             | Judith Wagner                                              | Vladimíra Točeková                                         |

| 2. Puchar Europy w Osrblie, 21.07.2012 - 22.07.2012 | 2. Puchar Europy w Osrblie, 21.07.2012 - 22.07.2012 | 2. Puchar Europy w Osrblie, 21.07.2012 - 22.07.2012 | 2. Puchar Europy w Osrblie, 21.07.2012 - 22.07.2012 | 2. Puchar Europy w Osrblie, 21.07.2012 - 22.07.2012 |
| Data                                                | Konkurencja                                         | miejsce                                             | miejsce                                             | miejsce                                             |
| --------------------------------------------------- | --------------------------------------------------- | --------------------------------------------------- | --------------------------------------------------- | --------------------------------------------------- |
| 21 lipca 2012                                       | Sprint                                              | Pavla Schorná                                       | Switłana Krykonehuk                                 | Terézia Poliaková                                   |
| 22 lipca 2012                                       | Bieg pościgowy                                      | Pavla Schorná                                       | Judith Wagner                                       | Switłana Krykonehuk                                 |

| 3. Puchar Europy w Forni Avoltri, 25.08.2012 - 26.08.2012 | 3. Puchar Europy w Forni Avoltri, 25.08.2012 - 26.08.2012 | 3. Puchar Europy w Forni Avoltri, 25.08.2012 - 26.08.2012 | 3. Puchar Europy w Forni Avoltri, 25.08.2012 - 26.08.2012 | 3. Puchar Europy w Forni Avoltri, 25.08.2012 - 26.08.2012 |
| Data                                                      | Konkurencja                                               | miejsce                                                   | miejsce                                                   | miejsce                                                   |
| --------------------------------------------------------- | --------------------------------------------------------- | --------------------------------------------------------- | --------------------------------------------------------- | --------------------------------------------------------- |
| 25 sierpnia 2012                                          | Sprint                                                    | Krystyna Pałka                                            | Dorothea Wierer                                           | Agnieszka Cyl                                             |
| 26 sierpnia 2012                                          | Bieg pościgowy                                            | Jana Gereková                                             | Jori Morkve                                               | Dorothea Wierer                                           |